# راهنمای قراردادهای ارتباطی بین کلاینتی
راهنمای قراردادهای ارتباط بین کلاینتی (به انگلیسی: Inter-Client Communication Conventions Manual) (که به اختصار به آن ICCCM یا I39L گفته می‌شود به معنای I، سپس ۳۹ حرف بعد از آن و L است) استانداردی در سیستم پنجره‌ای اکس برای هم‌کنش‌پذیری کلاینت‌های یک سرور اکس یکسان است. این استاندارد در اصل برای برقراری ارتباط بین کلاینت‌های عادی و مدیر پنجره استفاده می‌شد. این استاندارد در سال ۱۹۸۸ توسط دیویند اس. اچ. روزنتال از کنسرسیوم اکس در ام‌آی‌تی در سال ۱۹۸۸ توسعه داده شد. نسخه ۱٬۰ در ژوئیه ۱۹۸۹ منتشر شد و نسخه ۲٬۰ هم در اوایل سال ۱۹۹۴ منتشر شد.
سیستم پنجره‌ای اکس تنها «مکانیزم و سازوکار را مشخص می‌کند، نه سیاست را»، به این ترتیب، یک استاندارد دیگر افزون بر خود پروتکل اکس برای هم‌کنش‌پذیری بین کلاینت‌های اکس نیاز است. استاندارد ICCCM بافرهایی برای کات و پیست کردن، تعامل با مدیر پنجره، مدیریت نشست، چگونگی کنترل کردن منابع اشتراکی و چگونگی مدیریت کردن رنگ‌های دستگاه را تعریف و مشخص می‌کند. این توابع سطح پایین عموما در ابزار ویجت‌ها یا میزکارها پیاده‌سازی می‌شوند. این حرف به این معنیست که برنامه‌نویسان برنامه‌های کاربردی به ندرت احتیاج به سروکله زدن مستقیم با استاندارد ICCCM پیدا می‌کنند و در عوض از توابع سطح بالا که در ابزار ویجت‌ها نوشته شده استفاده می‌کنند. استاندارد ICCCM به سختی در پیاده‌سازی دقیق و مبهم بودن شهرت دارد. علاوه بر آن، برخی از قسمت‌های این استاندارد منسوخ شده‌اند یا اینکه پیاده‌سازی آنها دیگر عملی نیست.
برخی از مدیر پنجره‌های سازگار با این استاندارد عبارتند از:
- متاسیتی
- کامپیز
- بلک‌باکس
- آسام
- اینلایتنمنت